# 洛斯特布里奇村 (阿肯色州)
洛斯特布里奇村（英語：Lost Bridge Village）是位於美國阿肯色州本頓縣的一個人口普查指定地區。根據2020年美國人口普查，該地共人口397人，而該地的面積約為8.37平方千米。

## 地理
洛斯特布里奇村的座標為36°23′18″N 93°54′25″W / 36.38833°N 93.90694°W，而該地最高點為海拔高度373米（即1224英尺）。